# 甲斐哲朗
甲斐 哲朗（かい てつろう）は、日本の外交官。2012年（平成24年）から2015年（平成27年）までエストニア駐箚特命全権大使を務めた。

## 経歴
- 1974年（昭和49年）　中央大学法学部卒業後、外務省入省[1]。
その後、経済局海洋室長、チェコ大使館公使参事官などを務める[1]。
- 2010年（平成22年）　ペナン総領事[1]。
- 2012年（平成24年）　エストニア大使[1]。
- 2016年（平成28年）　株式会社チョウエイハンズ顧問[2]